# Pont de Can Blanc
El Pont de Can Blanc és una obra d'Arbúcies (Selva) inclosa a l'Inventari del Patrimoni Arquitectònic de Catalunya.

## Descripció
PONT DE CAN BLANC, d'un sol arc, pla i tot de pedra, baranes de ferro que estan mig cegades i que deuen correspondre a la reparació del 1956 tal com marca sobre el ciment del pont: PUENTE PARTICULAR PROPIO DE C.BLANCH, REPARADO EL AÑO 1956.
Passa per sobre de la riera d'Arbúcies, afluent per l'esquerra de la Tordera.